# Zale putrescens
Zale putrescens är en fjärilsart som beskrevs av Guérin 1829. Zale putrescens ingår i släktet Zale och familjen nattflyn. Inga underarter finns listade i Catalogue of Life.